# Oceanborn
Oceanborn (udgivet i 1998) er det andet album fra det finske band Nightwish. Albummet er en af bandets mere mørke album, hvor der også bliver brugt mandlig vokal.

## Numre
1. "Stargazers" – 4:28
2. "Gethsemane" – 5:22
3. "Devil & The Deep Dark Ocean" – 4:46
4. "Sacrament of Wilderness" – 4:12
5. "Passion and The Opera" – 4:50
6. "Swanheart" – 4:44
7. "Moondance" – 3:31
8. "The Riddler" – 5:16
9. "The Pharaoh Sails to Orion" – 6:26
10. "Walking In The Air" – 5:31
11. "Sleeping Sun" (Bonusnummer på alle udgaverne efter 1999) – 4:05

## Musikere
- Tarja Turunen – Vokal
- Erno "Emppu" Vuorinen – Guitar
- Sami Vänskä – Bas
- Tuomas Holopainen – Keyboard
- Jukka Nevalainen – Trommer